# 鄒察
鄒察（？—？），字明卿，號濂渠，直隸蘇州府長洲縣民籍，常熟縣人，明朝政治人物。

## 生平
嘉靖二十五年（1546年）丙午科應天府鄉試第七十二名舉人。嘉靖三十二年（1553年）中式癸丑科會試第五十四名，二甲第二十七名進士。工部观政，授河南信阳州知州，升工部员外郎、郎中，出任知府。

## 家族
曾祖鄒胤；祖父鄒鳴鶴；父鄒齡，母李氏。